# Surélévation

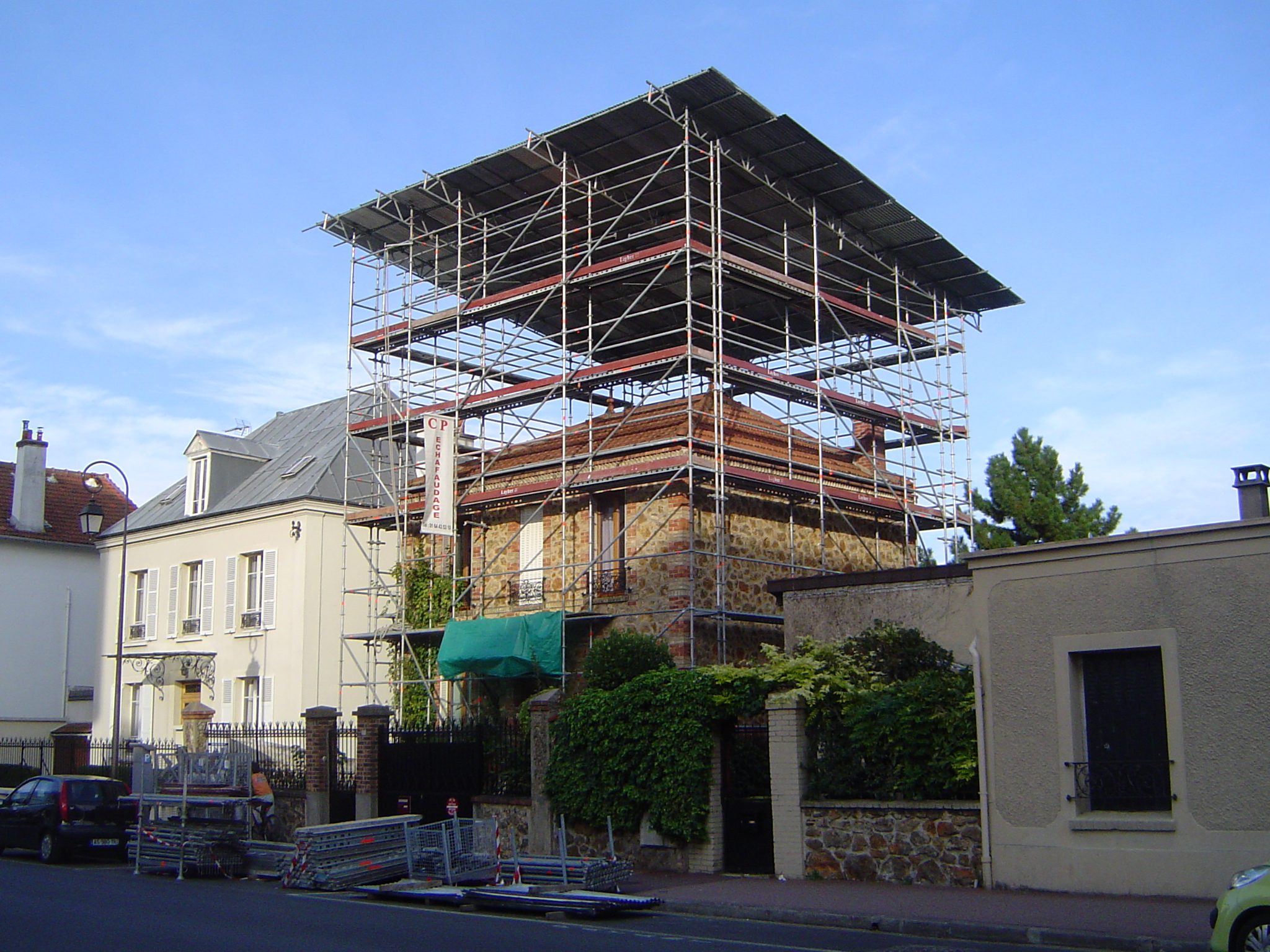
Antony - Rue de l'Abbaye - 9 - 11 (en cours de surélévation) et 13

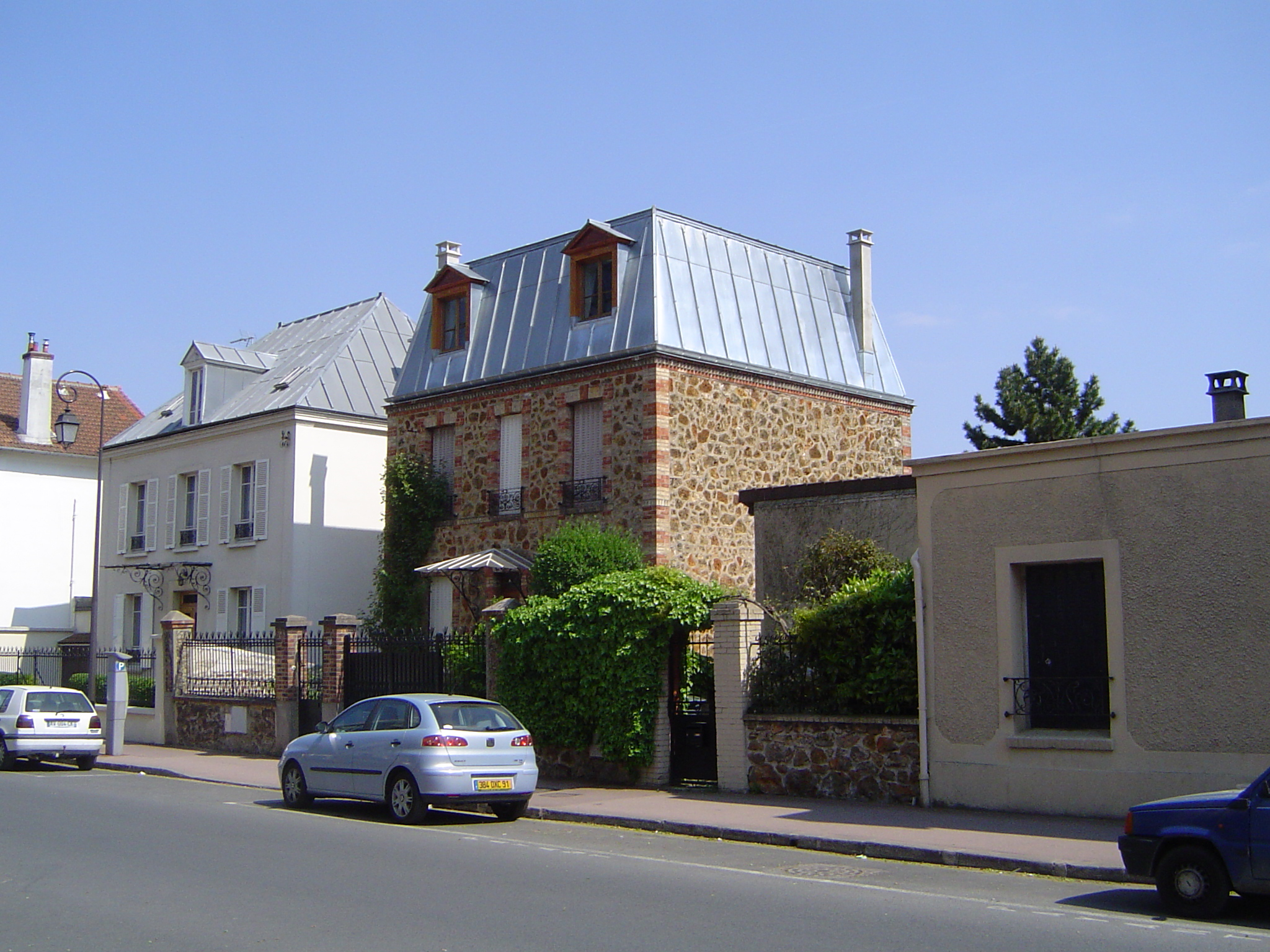
La même maison, après surélévation

Surélever un immeuble, une maison ou sa toiture, c'est l'élever d'un ou plusieurs niveaux. On parle également d'exhaussement.
Contrairement à l'extension en plan, l'élévation permet d'augmenter la surface habitable sans modifier l'emprise au sol. Elle s'avère souvent l'unique solution en milieu urbain compte tenu de la petite taille, de l'étroitesse des terrains, du prix élevé du mètre carré habitable et de la valeur intrinsèque du bâtiment existant. La surélévation peut être totale ou partielle. Elle peut se limiter à la modification de la volumétrie d'une charpente ou être un nouveau niveau à part entière. 

## Les intérêts de la surélévation

### Valorisation du bâti
Surélever un immeuble ou une maison permet notamment :
- de s’agrandir à moindre coût [1] (création de surfaces neuves au coût de la construction ayant valeur de marché),
- de profiter d'un foncier aérien gratuit en pleine propriété et à moindre coût en copropriété,
- de créer des surfaces atypiques (terrasses, loggias, balcons, jardin d'hiver,...)
- d’en profiter pour refaire à neuf la couverture, le ravalement du bâtiment,...
- d'améliorer ainsi l'isolation thermique globale du bâtiment (des crédits d'impôt existent en particulier concernant les travaux d'amélioration énergétique d'un bâtiment à usage d'habitation) et donc la valeur vénale du bien,
- d'intégrer en toiture des sources de production d'énergie renouvelables (solaire thermique, photovoltaïque, récupération d'eaux de pluie, ...

### Développement durable
Surélever un immeuble ou une maison permet:
- De valoriser un patrimoine commun et individuel. Il est notamment possible d'améliorer la valeur financière de votre bien et de réduire les charges globales, en particulier les consommations surfaciques de chauffage.
- D’abonder dans le sens de la densification urbaine et de la lutte contre l'étalement urbain[2]. La densification est un axe du développement durable des villes, elle est inscrite dans le projet de loi du Grenelle 2. Le collectif d’architecte néerlandais MVRDV a proposé, dans le cadre de l’appel à projet pour le Grand Paris de surélever d’un niveau l’ensemble des immeubles de Paris[3]. A Genève[4], le rehaussement de bâtiments est autorisé pour combattre la pénurie de logements. Une cartographie répertorie les bâtiments éligibles.
- De profiter de cette surélévation pour installer en façade ou en couverture du niveau complémentaire des dispositifs de production d’énergie renouvelable de type éolienne ou panneaux solaires ou photovoltaïques. L’énergie produite venant en déduction de l’énergie consommée par le propriétaire ou l’ensemble des copropriétaires.
- Financer des travaux de réhabilitation ou d'amélioration de l'efficacité énergétique dans des bâtiments du parc ancien. Les copropriétés peuvent par exemple vendre des droits à construire à un promoteur spécialisé afin de financer des travaux (ascenseurs, isolation thermique, changement des menuiseries, chaudière, ...).
- Il est également possible de vendre les droits à construire à un copropriétaire souhaitant agrandir son logement, le montant des droits à construire et le projet sont alors validés sous la majorité de l'article 25 de la loi du 10 juillet 1965. Les risques sont maîtrisés par un maître d'œuvre ou un assistant au maître d'ouvrage au service du propriétaire porteur de la surélévation.

## Actualités législatives
1. Ordonnance n° 2013-889 du 3 octobre 2013 relative au développement de la construction de logement
L'ex-ministre de l'Egalité des territoires et du Logement, Cécile Duflot a contribué à faire lever les blocages à la surélévation. En effet, elle a fait adopter une ordonnance « visant à faciliter la réalisation d’opérations d’aménagement pour construire davantage de logements ». 
Cette ordonnance a pour objectif de « lever les difficultés inhérentes à certains projets de densification, dans les zones tendues ». Désormais, l’autorité chargée de délivrer les permis de construire pourra déroger au cas par cas, aux règles du plan local d’urbanisme relatives au volume, au gabarit et à la densité des constructions sur certains points : l’obligation de construire des places de stationnement pour les logements dès lors que le projet est situé à proximité des transports collectifs, la transformation de bureaux en logements et la construction en hauteur, à savoir, la surélévation d’un immeuble de quelques étages, alignement de hauteur sur les constructions mitoyennes. 
On peut désormais retrouver l'ensemble de ces mesures aux articles L123-5-1 (V) et L425-13 (V) du Code l'urbanisme ainsi qu'à l'article 
L111-4-1 (V) du Code de la construction et de l'habitation. 

2. Loi pour l'accès au logement et un urbanisme rénové n° 2014-366 du 24 mars 2014 dite Loi ALUR ou Loi Duflot II 

L'article 61 de la Loi ALUR modifie les dispositions de la Loi n° 65-557 du 10 juillet 1965 fixant le statut de la copropriété des immeubles bâtis  comme suit : "La surélévation ou la construction de bâtiments aux fins de créer de nouveaux locaux à usage privatif ne peut être réalisée par les soins du syndicat que si la décision en est prise à la majorité prévue à l'article 26. La décision d'aliéner aux mêmes fins le droit de surélever un bâtiment existant exige, la majorité prévue à l'article 26, et, si l'immeuble comprend plusieurs bâtiments, la confirmation par une assemblée spéciale des copropriétaires des lots composant le bâtiment à surélever, statuant à la majorité indiquée ci-dessus.
Toutefois, lorsque le bâtiment est situé dans un périmètre sur lequel est institué un droit de préemption urbain en application de l'article L. 211-1 du code de l'urbanisme, la décision d'aliéner le droit de surélever ce bâtiment est prise à la majorité des voix de tous les propriétaires. Cette décision exige, si l'immeuble comprend plusieurs bâtiments, la confirmation par une assemblée spéciale des copropriétaires des lots composant le bâtiment à surélever, statuant à la majorité des voix des copropriétaires concernés.
Les copropriétaires de l'étage supérieur du bâtiment surélevé bénéficient d'un droit de priorité à l'occasion de la vente par le syndicat des locaux privatifs créés. Préalablement à la conclusion de toute vente d'un ou plusieurs lots, le syndic notifie à chaque copropriétaire de l'étage supérieur du bâtiment surélevé l'intention du syndicat de vendre, en indiquant le prix et les conditions de la vente. Cette notification vaut offre de vente pendant une durée de deux mois à compter de sa notification.
Les copropriétaires de l'étage supérieur du bâtiment à surélever bénéficient du même droit de priorité à l'occasion de la cession par le syndicat de son droit de surélévation. Ce droit de priorité s'exerce dans les mêmes conditions que celles prévues au quatrième
alinéa."
Désormais donc, l'article 61 de la Loi ALUR supprime l'accord unanime des copropriétaires du dernier étage et leur octroie un droit de priorité à l'occasion de la vente par le syndicat des copropriétaires de l'immeuble les locaux privatifs créés ou de la cession par celui-ci de son droit à surélever. Cette réforme législative devrait permettre de débloquer un certain nombre de projets de surélévation.
Par ailleurs, la Loi ALUR a supprimé purement et simplement le Coefficient d’Occupation des Sols (COS) dans les PLU, avec effet immédiat. La loi modifie l’article L. 123-1-5 du code de l’urbanisme en supprimant le COS, c’est-à-dire la proportion de mètres carrés constructibles attachée à chaque terrain. Attention : cette suppression du COS ne s’applique qu'aux Plans Locaux d'Urbanisme (PLU) et non aux Plans d’Occupation des Sols (POS) qui restent régis, en vertu de l’article L.123-19 du code de l’urbanisme, par l’article L.123-1 dans sa rédaction antérieure à la loi SRU. Les POS étant appelés à disparaître en principe le 1er janvier 2016 ou au plus tard le 27 mars 2017, le COS ne va donc pas disparaître totalement avant 2017. Cette suppression du COS dans les PLU donne de belles perspectives au développement de la surélévation. En effet, désormais, les règles applicables en matière d'évaluation des droits à construire sont les règles de gabarit, de hauteur et d'emprise au sol.